# Fiebre del oro de Witwatersrand
La Fiebre del Oro de Witwatersrand y el emplazamiento de Johannesburgo, Sudáfrica, están estrechamente relacionados.
Siempre hubo rumores de un moderno "El Dorado" en el folclore de las tribus natales que vagaron por las llanuras del highveld sudafricano, y de los mineros de oro que habían venido de todo el mundo para buscar sus fortunas en las minas aluvionales de Barberton y Pilgim's Rest, en lo que es ahora conocido como la provincia de Mpumalanga.
Pero no fue hasta 1886 en que la enorme riqueza del Witwatersrand sería destapada. Los estudios científicos han señalado al hecho que "el Arco de Oro" que se extiende de Johannesburgo a Welkom fue una vez un enorme lago interior, y que el cieno y los depósitos de oro del oro aluvial se asentaron en el área para formar los ricos depósitos de oro de los cuales es famosa Sudáfrica.

## Descubrimiento

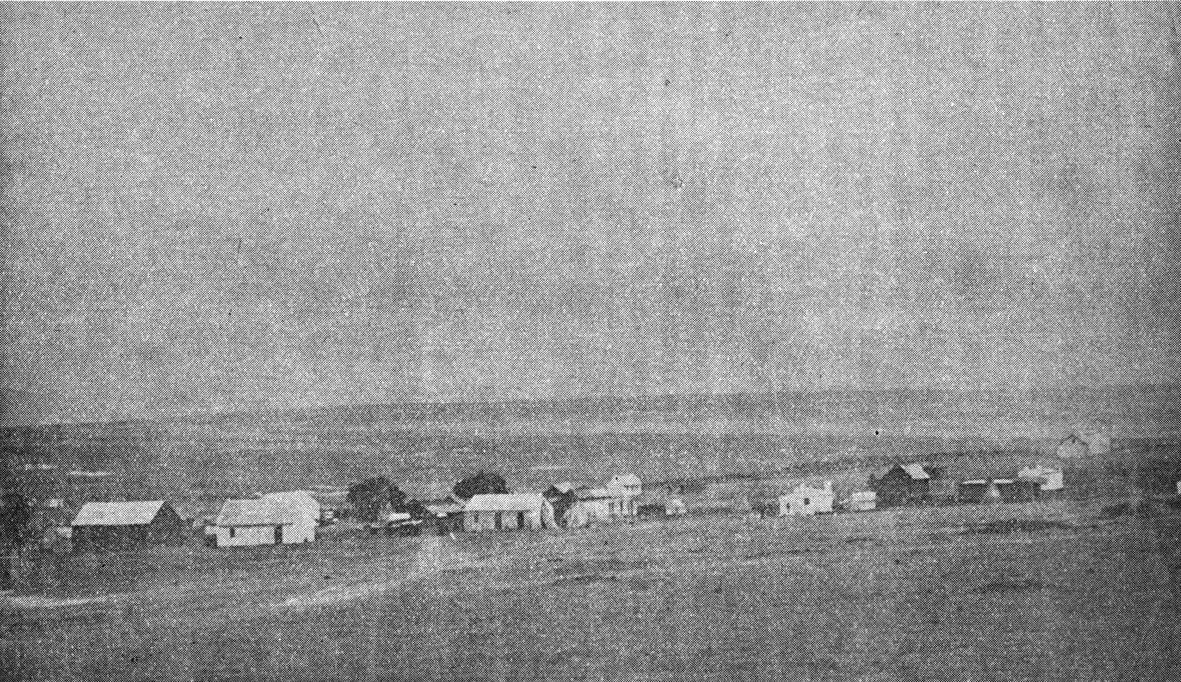
La granja donde fue descubierto el oro por primera vez en 1886.

Se cree que era un domingo en marzo de 1886 en que un minero de oro australiano, George Harrison, tropezó al otro lado de un afloramiento rocoso del filón principal del oro. Declaró su reclamación ante el entonces del gobierno de la República de Sudáfrica —Zuid Afrikaanse Republiek (ZAR)— y el área fue declarada abierta a las excavaciones. Su descubrimiento es recordado en la historia con un monumento donde se cree que el afloramiento de oro original se encontraba localizado y un parque llamado en su honor. Irónicamente, se cree que Harrison vendió su reclamación por menos de 10 libras antes de dejar la zona, y nunca se tuvieron noticias de él otra vez.

## Fundación de Johannesburgo
Poco tiempo después los buscadores de fortuna de todo el mundo llegaron a la zona, y pronto lo que era un pueblo de minería polvoriento conocido como el Campo de Ferreira fue formalizado en un establecimiento. Al principio, la ZAR no creyó que el oro durara mucho tiempo, y trazó un pequeño triángulo de tierra para llenar con tantas parcelas como fueran posibles. Este es la razón de por qué las calles de la zona comercial central de Johannesburgo son tan estrechas.
En 10 años la ciudad era ya la más grande en Sudáfrica, superando el crecimiento de Ciudad del Cabo, que era 200 años más antigua. La fiebre del oro presenció el enorme desarrollo de Johannesburgo y del Witwatersrand, y la zona continúa siendo el área metropolitana principal de Sudáfrica.

## La segunda guerra bóer
La Fiebre del Oro de Witwatersrand fue un factor principal que contribuyó a la fracasada Incursión de Jameson de 1895 a 1896, y del estallido de la Segunda Guerra Anglo-Bóer en 1899. El resentimiento bóer por el gran número de extranjeros (Uitlanders) en el Witwatersrand condujo a pesados impuestos y la negación de derechos electorales para los mineros de oro, y en respuesta los uitlanders y los dueños británicos de las minas comenzaron a presionar por el desbaratamiento del gobierno Bóer.
- Datos: Q2604396
- Multimedia: George Harrison Park / Q2604396